# Тітарчук Михайло Іванович
Михайло Іванович Тітарчук (4 серпня 1984, Чернігів) — український державний діяч. Голова Білгород-Дністровської районної державної адміністрації (червень 2015 — травень 2016), заступник Міністра Кабінету Міністрів України (червень — грудень 2016). З грудня 2016 по вересень 2019 — заступник Міністра економічного розвитку і торгівлі України.
З січня 2020 року заступник Голови Державної фіскальної служби служби України, заступник Голови Державної податкової служби України (з січня 2020).
З листопада 2021 року — виконуючий обов’язки Голови Державної податкової служби.

## Освіта
В 2006 році отримав диплом з відзнакою бакалавра з юриспруденції в Національній академії державної податкової служби України.
В 2008 році отримав диплом з відзнакою спеціаліста з юриспруденції в Національному університеті державної податкової служби України. Спеціальність — Правознавство, кваліфікація — Юрист.
Вільно володіє французькою і англійською мовою. Іспанською — на базовому рівні. Рідні мови — українська та російська.

## Миротворчі місії
З липня 2004 по травень 2008 брав участь в миротворчих місіях ООН MONUC та UNMIS: ДР Конго (Заїр) Уганда, Руанда, Бурундія, Судан.
2005 рік — участь в організації ротації українських миротворчих сил в Іраку.

## Кар'єра
З вересня 2015 по травень 2016 — Голова Білгород-Дністровської районної державної адміністрації.
З 1 червня 2016 по грудень 2016 — заступник Міністра Кабінету Міністрів України.
З грудня 2016 по вересень 2019 — заступник Міністра економічного розвитку і торгівлі України.

## Сім'я
Одружений, має двох синів.
Брат — танкіст Володимир Тітарчук, капітан Збройних Сил України. Загинув під час оборони Донецького аеропорту.

## Нагороди і звання
- Почесне звання Заслужений юрист України (23 серпня 2021) — за значний особистий внесок у державне будівництво, зміцнення обороноздатності, соціально-економічний, науково-технічний, культурно-освітній розвиток Української держави, вагомі трудові досягнення, багаторічну сумлінну працю та з нагоди 30-ї річниці незалежності України[9]